# II liga polska w hokeju na lodzie (1973/1974)
II liga polska w hokeju na lodzie 1973/1974 – 19. sezon drugiego poziomu ligowego hokeja na lodzie w Polsce. Został rozegrany na przełomie 1973 i 1974 roku.
W maju Plenum Polskiego Związku Hokeja na Lodzie dokonało zmian w systemie rozgrywek ligowych w hokeju na lodzie, w myśl których II liga została powiększona do 16 zespołów, podzielonych na dwie grupy, których zwycięzcy mieli awansować do I ligi; ponadto w sezonie II ligi 1973/1974 z rozgrywek miały zostać zdegradowane trzy drużyny do lig okręgowych, zaś w ich miejsce do sezonu 1974/1975 miały awansować dwie ekipy (w ten sposób po dwóch latach w II lidze miało występować 12 drużyn).
W sezonie brało udział 16 klubów, które zostały podzielone na dwie grupy: południową i północną. Drużyny rozegrały 28 kolejek spotkań. Pod koniec drugiej rundy w grupie południowej drużyna Elektro Łaziska Górne nie przystępowała do gry, wskutek czego wyniki jej spotkań były weryfikowane jako walkowery na jej niekorzyść.
Rozgrywki wygrały równolegle Legii Warszawa (Północ) i Unia Oświęcim (Południe), które awansowały do I ligi.

## Grupa Północna
| Msc. | Zespół                     | M  | Pkt | W | R | P | G + | G - | +/- |
| ---- | -------------------------- | -- | --- | - | - | - | --- | --- | --- |
| 1    | Legia Warszawa             | 28 | 51  | 0 | 0 | 0 | 0   | 0   | 0   |
| 2    | Stoczniowiec Gdańsk        | 28 | 47  | 0 | 0 | 0 | 0   | 0   | 0   |
| 3    | Dolmel Wrocław             | 28 | 40  | 0 | 0 | 0 | 0   | 0   | 0   |
| 4    | Boruta Zgierz              | 28 | 28  | 0 | 0 | 0 | 0   | 0   | 0   |
| 5    | Włókniarz Zgierz           | 28 | 22  | 0 | 0 | 0 | 0   | 0   | 0   |
| 6    | Stilon Gorzów Wielkopolski | 28 | 18  | 0 | 0 | 0 | 0   | 0   | 0   |
| 7    | Zjednoczeni Września       | 28 | 12  | 0 | 0 | 0 | 0   | 0   | 0   |
| 8    | Znicz Pruszków             | 28 | 6   | 0 | 0 | 0 | 0   | 0   | 0   |

- = awans do I ligi
- = spadek do III ligi

## Grupa Południowa

### Wyniki
| - I dwumecz – 13-14.X.1973: - Polonia Bytom – Stal Sanok 5:3 (3:1, 0:0, 2:2), 4:3 (2:1, 2:1, 0:1) - Unia Oświęcim – Cracovia 6:2, 8:1 - Odra Opole – Elektro Łaziska Górne 11:0, 7:4 - Chemik Kędzierzyn-Koźle – GKS Jastrzębie - II dwumecz – 20-21.X.1973: - Stal Sanok – Odra Opole 6:2 (2:0, 3:1, 1:1), 2:5 (0:1, 1:1, 1:3) - Cracovia – Chemik Kędzierzyn-Koźle 15:0, 13:1 - Unia Oświęcim – Polonia Bytom 10:4, 11:2 - Elektro Łaziska Górne – GKS Jastrzębie 12:2, 7:1 - III dwumecz – 27-28.X.1973: - GKS Jastrzębie – Stal Sanok 4:2 (1:1, 1:1, 2:0), 2:6 (2:2, 0:1, 0:3) - Polonia Bytom – Cracovia 4:3, 4:1 - Odra Opole – Unia Oświęcim 1:5, 1:5 - Chemik Kędzierzyn-Koźle – Elektro Łaziska Górne 4:5, 6:4 - IV dwumecz – 10-11.XI.1973: - Stal Sanok – Chemik Kędzierzyn-Koźle 6:1, 9:0 (3:0, 1:0, 5:0) - Cracovia – Elektro Łaziska Górne 11:4, 14:3 - Unia Oświęcim – GKS Jastrzębie 10:3, 4:1 - Polonia Bytom – Odra Opole 7:0, 3:2 - V dwumecz – 17-18.X.1973: - Elektro Łaziska Górne – Stal Sanok 6:11 (3:2, 1:6, 2:3), 3:12 (1:3, 1:4, 1:5) - Odra Opole – Cracovia 6:2, 2:6 - Chemik Kędzierzyn-Koźle – Unia Oświęcim 0:7, 0:8 - GKS Jastrzębie – Polonia Bytom 5:4, 6:2 - VI dwumecz – 24-25.XI.1973: - Cracovia – Stal Sanok 8:4 (3:0, 2:2, 3:2), 4:2 (2:0, 2:2, 0:0) - Unia Oświęcim – Elektro Łaziska Górne 14:2, 16:1 - Polonia Bytom – Chemik Kędzierzyn-Koźle 4:2, 7:0 - Odra Opole – GKS Jastrzębie 5:5, 1:5 - VII dwumecz – 01-02.XII.1973: - Stal Sanok – Unia Oświęcim 2:2 (1:0, 0:1, 1:1), 1:9 (1:3, 0:5, 0:1) - GKS Jastrzębie – Cracovia 6:4, 6:5 - Chemik Kędzierzyn-Koźle – Odra Opole 3:5, 3:3 - Elektro Łaziska Górne – Polonia Bytom 1:9, 2:16 |  | - I dwumecz – 05-06.I.1974: - Stal Sanok – Polonia Bytom 4:2 (2:1, 1:0, 1:1), 4:1 (2:0, 0:1, 2:0) - Cracovia – Unia Oświęcim 2:6, 4:2 - Elektro Łaziska Górne – Odra Opole 3:5, 4:10 - GKS Jastrzębie – Chemik Kędzierzyn-Koźle 5:1, 3:1 - II dwumecz – 12-13.I.1974: - Odra Opole – Stal Sanok 4:3 (1:0, 0:3, 3:0), 5:2 (3:1, 1:0, 1:1) - Chemik Kędzierzyn-Koźle – Cracovia 0:13, 1:16 - Polonia Bytom – Unia Oświęcim 2:6, 1:4 - GKS Jastrzębie – Elektro Łaziska Górne 16:3, 11:0 - III dwumecz – 19-20.I.1974: - Stal Sanok – GKS Jastrzębie 5:1 (2:0, 2:0, 1:1), 0:2 (0:0, 0:1, 0:1) - Cracovia – Polonia Bytom 4:1, 4:6 - Unia Oświęcim – Odra Opole 4:2, 4:1 - (1-0,2-2,1-0) (2-0,2-0,0-1) - Elektro Łaziska Górne – Chemik Kędzierzyn-Koźle 6:8, 3:8 - IV dwumecz – 26-27.I.1974: - Chemik Kędzierzyn-Koźle – Stal Sanok 3:7 (2:1, 1:4, 0:2), 2:8 (2:3, 0:4, 0:1) - Elektro Łaziska Górne – Cracovia 3:12, 1:20 - GKS Jastrzębie – Unia Oświęcim 0:4, 4:2 - Odra Opole – Polonia Bytom 2:3, 1:2 - V dwumecz – 09-10.II.1974: - Stal Sanok – Elektro Łaziska Górne 5:0, 5:0 (dwa walkowery) - Cracovia – Odra Opole 7:0, 6:4 - Unia Oświęcim – Chemik Kędzierzyn-Koźle 15:3, 18:4 - Polonia Bytom – GKS Jastrzębie 3:4, 5:3 - VI dwumecz – 16-17.II.1974: - Stal Sanok – Cracovia 7:3 (2:0, 5:2, 0:1), 5:2 (2:1, 1:0, 2:1) - Elektro Łaziska Górne – Unia Oświęcim 0:5, 0:5 (dwa walkowery) - Chemik Kędzierzyn-Koźle – Polonia Bytom 2:1, 2:8 - GKS Jastrzębie – Odra Opole 6:5, 4:4 - (3-1,0-1,3-3) (0-2,3-2,1-0) - VII dwumecz – 23-24.II.1974: - Unia Oświęcim – Stal Sanok 4:4 (1:0, 1:2, 1:1), 14:2 (4:0, 5:0, 5:2) - Cracovia – GKS Jastrzębie 7:1, 6:2 - Odra Opole – Chemik Kędzierzyn-Koźle 4:1, 8:2 - Polonia Bytom – Elektro Łaziska Górne 5:0, 5:0 (dwa walkowery) |

### Tabela
| Msc. | Zespół                  | M  | Pkt | W  | R | P  | G + | G - | +/-  |
| ---- | ----------------------- | -- | --- | -- | - | -- | --- | --- | ---- |
| 1    | Unia Oświęcim           | 28 | 47  | 24 | 2 | 2  | 198 | 52  | +146 |
| 2    | GKS Jastrzębie          | 28 | 38  | 18 | 2 | 8  | 133 | 93  | +40  |
| 3    | Cracovia                | 28 | 34  | 17 | 0 | 11 | 194 | 94  | +100 |
| 4    | Polonia Bytom           | 28 | 34  | 17 | 0 | 11 | 120 | 89  | +31  |
| 5    | Stal Sanok              | 28 | 32  | 15 | 2 | 11 | 130 | 98  | +32  |
| 6    | Odra Opole              | 28 | 25  | 11 | 3 | 14 | 118 | 107 | +11  |
| 7    | Chemik Kędzierzyn-Koźle | 28 | 9   | 4  | 1 | 23 | 60  | 209 | -149 |
| 8    | Elektro Łaziska Górne   | 28 | 2   | 1  | 0 | 27 | 60  | 260 | -200 |

- = awans do I ligi
- = spadek do III ligi